# Collegio uninominale Puglia - 02 (Senato della Repubblica 2020)
Il collegio elettorale uninominale Puglia - 02 è un collegio elettorale uninominale della Repubblica Italiana per l'elezione del Senato della Repubblica.

## Territorio
Come previsto dalla legge n. 51 del 27 maggio 2019, il collegio è stato definito tramite decreto legislativo all'interno della circoscrizione Puglia.
È formato dal territorio di 8 comuni della provincia di Barletta-Andria-Trani: Andria, Barletta, Bisceglie, Canosa di Puglia, Margherita di Savoia, Minervino Murge, Spinazzola e Trani, di 15 comuni della città metropolitana di Bari: Acquaviva delle Fonti, Alberobello, Altamura, Cassano delle Murge, Castellana Grotte, Gioia del Colle, Gravina in Puglia, Grumo Appula, Locorotondo, Noci, Poggiorsini, Putignano, Sammichele di Bari, Santeramo in Colle e Toritto e del comune di Martina Franca in provincia di Taranto.
Il collegio è parte del collegio plurinominale Puglia - 01.

## Eletti
| Elezione | Elezione | Senatore              | Partito      |
| -------- | -------- | --------------------- | ------------ |
|          | 2022     | Francesco Paolo Sisto | Forza Italia |

## Dati elettorali

### XIX legislatura
Come previsto dalla legge elettorale, 74 senatori sono eletti con sistema a maggioranza relativa in altrettanti collegi uninominali a turno unico.
| Candidati                                 | Candidati                       | Voti    | %     | Liste                                 | Voti    | %     |
| ----------------------------------------- | ------------------------------- | ------- | ----- | ------------------------------------- | ------- | ----- |
|                                           | Francesco Paolo Sisto ✔️ Eletto | 142 126 | 43,51 | Fratelli d'Italia                     | 76 011  | 23,27 |
| Forza Italia                              | Francesco Paolo Sisto ✔️ Eletto | 142 126 | 43,51 | 48 175                                | 14,75   |       |
| Lega                                      | Francesco Paolo Sisto ✔️ Eletto | 142 126 | 43,51 | 16 499                                | 5,05    |       |
| Noi moderati/Lupi - Toti - Brugnaro - UDC | Francesco Paolo Sisto ✔️ Eletto | 142 126 | 43,51 | 1 441                                 | 0,44    |       |
|                                           | Michele Coratella               | 85 010  | 26,03 | Movimento 5 Stelle                    | 85 010  | 26,03 |
|                                           | Domenico Lomelo                 | 68 518  | 20,98 | Partito Democratico-IDP               | 49 761  | 15,23 |
| Alleanza Verdi e Sinistra                 | Domenico Lomelo                 | 68 518  | 20,98 | 9 724                                 | 2,98    |       |
| +Europa                                   | Domenico Lomelo                 | 68 518  | 20,98 | 6 908                                 | 2,11    |       |
| Impegno Civico - Centro Democratico       | Domenico Lomelo                 | 68 518  | 20,98 | 2 125                                 | 0,65    |       |
|                                           | Stefania D'Addato               | 18 069  | 5,53  | Azione - Italia Viva - Calenda        | 18 069  | 5,53  |
|                                           | Pasquale Simone                 | 3 822   | 1,17  | Italexit                              | 3 822   | 1,17  |
|                                           | Nicola Di Gennaro               | 3 115   | 0,95  | Italia Sovrana e Popolare             | 3 115   | 0,95  |
|                                           | Franco Bartolomei               | 2 531   | 0,77  | Unione Popolare                       | 2 531   | 0,77  |
|                                           | Alessandro Massafra             | 1 491   | 0,46  | Partito Comunista Italiano            | 1 491   | 0,46  |
|                                           | Giancarlo Vincitorio            | 852     | 0,26  | Vita                                  | 852     | 0,26  |
|                                           | Teresa Tritto                   | 689     | 0,21  | Alternativa per l'Italia (PdF - Exit) | 689     | 0,21  |
|                                           | Debora Graziano                 | 414     | 0,13  | Sud chiama Nord                       | 414     | 0,13  |
| Totale                                    | Totale                          | 326 637 | 100   |                                       | 326 637 | 100   |
|                                           |                                 |         |       |                                       |         |       |
| Voti non validi                           | Voti non validi                 | 15 576  | 4,55  |                                       |         |       |
| Votanti                                   | Votanti                         | 342 213 | 58,40 |                                       |         |       |
| Elettori                                  | Elettori                        | 585 962 |       |                                       |         |       |